# VLC media player
VLC media player (VLC, oorspronkelijk VideoLAN Client) is een vrije en opensource-mediaspeler, die deel uitmaakt van het VideoLAN-project. De speler ondersteunt een groot aantal audio- en videocodecs en kent ondersteuning voor dvd's, vcd's en diverse streaming-protocollen. Ook kan het diverse imageformaten, zoals iso's en nrg's direct lezen. Bovendien kan VLC ook ingezet worden als server om video te verzenden in unicast of multicast over IPv4- of IPv6-netwerken. De speler gebruikt de libavcodec-bibliotheek uit het FFmpeg-project om de vele mediaformaten te ondersteunen, en gebruikt de dvd-decryptiebibliotheek libdvdcss om het afspelen van versleutelde dvd's af te handelen. VLC biedt ook mogelijkheden voor het converteren van veel media van het ene formaat naar het andere.

## Geschiedenis
VLC media player wordt sinds 1999 ontwikkeld door het VideoLAN-team, dat bestond uit studenten van de Franse ingenieursschool École centrale Paris in Châtenay-Malabry bij Parijs. Later zijn daar ontwikkelaars uit meer dan twintig andere landen bijgekomen.
Oorspronkelijk was het VideoLAN-project een academisch project, gestart in 1996. Het was bedoeld om te bestaan uit een client en server voor het streamen van video's over een campusnetwerk. Oorspronkelijk ontwikkeld door studenten van de École centrale Paris, wordt het nu ontwikkeld door medewerkers wereldwijd en het wordt gecoördineerd door de VideoLAN non-profitorganisatie.
Het werd in 1998 compleet herschreven en uitgebracht onder de GPL op 1 februari 2001. De functionaliteit van het voormalige serverprogramma, VideoLan Server (VLS), werd grotendeels opgenomen in VLC. De projectnaam werd veranderd naar VLC omdat er niet langer een client/server-infrastructuur is.
De kegel, het icoon van vlc, is een verwijzing naar de verkeerskegels verzameld door de studentenvereniging die het netwerk van de École Centrale beheert. Het ontwerp van het kegelicoon werd in 2006 veranderd van een handgetekend icoon met lage resolutie naar een computergetekend icoon met hogere resolutie, ontworpen door Richard Øiestad.

## Versiegeschiedenis
VLC is het op drie na meest gedownloade programma op SourceForge.net. Bij de meer recente wekelijkse downloads is het zelfs het populairste programma.

### Versie 1
Versie 1.0.0 van VLC media player werd uitgebracht op 7 juli 2009, na 13 jaar van ontwikkeling.

### Versie 2
Versie 2 volgde op 18 februari 2012 (tijdens het ontwikkelingsproces werd dit versie 1.2 genoemd). Versie 2 beschikt over snellere decodering op multikernprocessoren, maakt gebruik van de GPU, werkt op mobiele hardware en voegt ook een nieuwe render-pipeline toe voor video. Daarnaast is VLC 2.0 ook in staat om meer bestandsformaten te openen, heeft het programma experimentele blu-ray-ondersteuning ingebouwd (menu's worden nog niet ondersteund). Verder zijn er nog de volgende vernieuwingen:
- nieuwe video-output voor Windows, Android en iOS;
- Ondersteuning voor 10bit-codecs;
- De ondertitels zijn van hogere kwaliteit;
- Nieuwe videofilters;
- Ondersteuning voor nieuwe apparaten.

In versie 2.0.4 werd ondersteuning voor het afspelen van Opus-bestanden toegevoegd.

#### Versie 2.1
Versie 2.1.0, codenaam Rincewind, verscheen op 26 september 2013. Deze versie bevatte volgende veranderingen:
- Herschreven audio-uitvoermodule, waardoor volume-aanpassing onmiddellijk gebeurt.
- Ondersteuning voor het Nikon-.avi-formaat.
- Verbeterde ondersteuning voor metadata van audio.
- iOS- en Android-versies.
- Nieuwe audio-effecten.
- Nieuwe hardwaredecoderingsmechanismen: VDPAU voor Linux, VDADecoder voor OS X, MediaCodec voor Android en Intel QuickSyncVideo voor Windows.[13]

#### Versie 3.0.0
Aan versie 3.0 voor Windows, Linux en macOS werd sinds juni 2016 gewerkt en de release was in februari 2018. Het bevat diverse nieuwe features waaronder:
- Chromecast-ondersteuning
- Hardware-accelerated decoding
- 4K- en 8K-playback
- 10 bit- en HDR-playback
- 360°-video en 3D-audio
- Audio-doorstroming voor HD-audiocodecs
- Ondersteuning blu-ray Java-menu
- Browsen door een lokale netwerkschijf

## Functies
VLC media player beschikt over volgende functies:
- Afspelen van verschillende audio- en videoformaten (via ingebouwde codecs)
- Streamingmogelijkheden (om online radiostations/streams te beluisteren)
- DirectX (Windows)
- Thema's om het uiterlijk aan te passen (Windows en Linux)[14]
- Een mediabibliotheek en afspeellijsten
- Hardwaredecodering via de GPU
- Cd's, dvd's en blu-rays afspelen
- Extensies, waarmee extra functies kunnen toegevoegd worden (extensies worden geschreven in Lua)
- Visuele effecten tonen bij geluid
- Snapshots maken (een stilstaand beeld uit een video halen)
- Media opnemen
- De gebruikersinterface kan aangepast worden aan de specifieke wensen van een gebruiker door knoppen en werkbalken te tonen en te verbergen.

Daarnaast kunnen er ondertitels getoond worden als overlay op een video (bijvoorbeeld bij films). Deze ondertiteling wordt automatisch gedetecteerd indien ze dezelfde naam heeft als het videobestand. De ondertitelingsinformatie wordt opgeslagen in het SubRip-formaat (srt). Ondertitels kunnen met behulp van offsets (tijdsverschillen) gesynchroniseerd worden met de video om de timing van de ondertitels juist te laten verlopen.
De afspeelsnelheid kan versneld en vertraagd worden in stappen van 10% en 50%. Media kan gepauzeerd en doorgespoeld worden (op voorwaarde dat de bron dit ondersteunt, bij streaming media is dit bijvoorbeeld niet het geval).
Via bladwijzers en het venster "Naar een specifiek tijdstip gaan" (Ctrl-T) is het mogelijk om naar het gewenste tijdstip te navigeren.

## Systeemeisen
VLC was beschikbaar voor de iPad, iPhone en iPod Touch maar werd vanwege een licentieconflict tussen de GPL en de overeenkomst van iTunes Store uit de Apple AppStore gehaald. VLC is anno 2023 beschikbaar voor de volgende platformen:
- Windows

- - Windows 95/98SE/Millennium Edition; Uitsluitend oudere versie VLC Media Player en na installatie van Kernel EX

- - Windows XP Service Pack 3
  - Windows 7 Service Pack 2
  - Windows 8.1
  - Windows 10 update 22H2 en 23H2
  - Windows 11 update 22H2 en 23H2
  - Windows RT
  - Windows Phone (bèta)
- Mac OS X
- Linux
  - Android (bèta[17])
  - Debian
  - Ubuntu
  - openSUSE
  - Gentoo Linux
  - Fedora
  - Arch Linux
  - Slackware
  - Mandriva
  - ALT Linux
  - Red Hat Enterprise Linux
- BSD
  - FreeBSD
  - NetBSD
  - OpenBSD
- Andere
  - Solaris
  - QNX
  - Syllable
  - OS/2
  - iOS[18]

Het is ook mogelijk om de broncode zelf te compileren.